# Terțină
Terțina este o strofă alcatuită din trei versuri.Se folosește de obicei la construirea sonetului italian, care este alcătuit din două catrene și două terține. Capodopera lui Dante Alighieri, Divina Comedie, este scrisă în versuri endecasilabice grupate în terține (terza rima).